# Comité de protection des plantes du Cône Sud
Le comité de protection des plantes du Cône Sud (COSAVE, abréviation de Comité de Sanidad Vegetal del Cono Sur en espagnol ou Comitê de Sanidade Vegetal do Cono Sul en portugais) est une organisation intergouvernementale responsable de la coopération concernant la santé des plantes pour le cône sud de l'Amérique du Sud. Le COSAVE regroupe cinq pays : Argentine, Brésil, Chili, Paraguay et Uruguay.
Cette organisation, fondée le 15 mars 1989 et qui s'inscrit dans le cadre de la Convention internationale pour la protection des végétaux (CIPV), a pour objectif de renforcer l'intégration phytosanitaire régionale et de développer dans ce domaine des actions d'intérêt commun pour les pays membres.
Les organismes suivants adhèrent au COSAVE :
- Servicio Nacional de Calidad y Sanidad Vegetal y de Semillas (SENAVE), Paraguay,
- Servicio Nacional de Sanidad y Calidad Agroalimentaria (SENASA), Argentine,
- Ministerio de Ganadería, Agricultura y Pesca (MGAP), Uruguay,
- Servicio Agrícola y Ganadero (SAG), Chili,
- Departamento de Defesa e Inspeção Vegetal (DDIV), Brésil.